# Catarina Marcelino
Catarina Marcelino (Montijo, Montijo, 25 de janeiro de 1971) é uma antropóloga portuguesa, secretária de Estado para a Cidadania e a Igualdade no XXI Governo Constitucional entre 2015 e 2017.

## Biografia
Licenciou-se em Antropologia pelo Instituto Superior de Ciências do Trabalho e da Empresa - IUL, tendo concluído uma pós-graduação em Género, Poder e Violência pelo Instituto Superior de Psicologia Aplicada.
Foi deputada na Assembleia da República por vários períodos, de 2009 a 2011, de 2013 a 2015 e de 2017 a 2020. Entre 2010 a 2013 foi presidente do Departamento Nacional das Mulheres Socialistas. Desempenhou as funções de presidente da Comissão para a Igualdade no Trabalho e no Emprego de fevereiro a outubro de 2009 e foi adjunta do Secretário de Estado da Segurança Social de 2005 a 2009.
Entre 2020 e 2024 foi vice-presidente do conselho diretivo do Instituto da Segurança Social, I. P.
Recebeu o Prémio Arco-íris de 2017 da ILGA Portugal.